# Фатіх Текке
Фатіх Текке (тур. Fatih Tekke, нар. 9 вересня 1977, Сюрмене) — турецький футболіст, що грав на позиції нападника.
Виступав, зокрема, за клуб «Зеніт», а також національну збірну Туреччини.
Триразовий володар Кубка Туреччини. Чемпіон Росії. Дворазовий володар Суперкубка Росії. Володар Кубка УЄФА. Володар Суперкубка УЄФА.

## Клубна кар'єра
У дорослому футболі дебютував 1994 року виступами за команду клубу «Трабзонспор», в якій провів три сезони, взявши участь у 45 матчах чемпіонату. 
Згодом з 1997 по 2006 рік грав у складі команд клубів «Алтай», «Трабзонспор», «Ґазіантепспор» та «Трабзонспор». Протягом цих років двічі виборював титул володаря Кубка Туреччини.
Своєю грою за останню команду привернув увагу представників тренерського штабу клубу «Зеніт», до складу якого приєднався 2006 року. Відіграв за санкт-петербурзьку команду наступні чотири сезони своєї ігрової кар'єри. За цей час додав до переліку своїх трофеїв титул чемпіона Росії, ставав володарем Суперкубка Росії, володарем Кубка УЄФА, володарем Суперкубка УЄФА.
Протягом 2010—2011 років захищав кольори клубів «Рубін», «Бешикташ» та «Анкарагюджю».
Завершив професійну ігрову кар'єру у клубі «Ордуспор», за команду якого виступав протягом 2011—2012 років.

## Виступи за збірну
У 1998 році дебютував в офіційних матчах у складі національної збірної Туреччини. Протягом кар'єри у національній команді, яка тривала 10 років, провів у формі головної команди країни лише 25 матчів, забивши 9 голів.

## Статистика виступів

### Статистика клубних виступів
| Сезон                  | Команда                | Чемпіонат              | Чемпіонат | Чемпіонат | Національний кубок | Національний кубок | Національний кубок | Континентальні кубки | Континентальні кубки | Континентальні кубки | Інші змагання | Інші змагання | Інші змагання | Усього | Усього |
| Сезон                  | Команда                | Ліга                   | Ігор      | Голів     | Ліга               | Ігор               | Голів              | Ліга                 | Ігор                 | Голів                | Ліга          | Ігор          | Голів         | Ігор   | Голів  |
| ---------------------- | ---------------------- | ---------------------- | --------- | --------- | ------------------ | ------------------ | ------------------ | -------------------- | -------------------- | -------------------- | ------------- | ------------- | ------------- | ------ | ------ |
| 1994–95                | «Трабзонспор»          | ЧТ                     | 4         | 0         | КТ                 | 2                  | 0                  | -                    | -                    | -                    | -             | -             | -             | 6      | 0      |
| 1995–96                | «Трабзонспор»          | ЧТ                     | 20        | 3         | КТ                 | 2                  | 1                  | КВК                  | 2                    | 0                    | -             | -             | -             | 24     | 4      |
| 1996–97                | «Трабзонспор»          | ЧТ                     | 19        | 3         | КТ                 | 3                  | 1                  | КУЄФА                | 3                    | 0                    | -             | -             | -             | 25     | 4      |
| 1997–98                | «Трабзонспор»          | ЧТ                     | 2         | 0         | КТ                 | 0                  | 0                  | -                    | -                    | -                    | -             | -             | -             | 2      | 0      |
| 1997–98                | «Алтай»                | ЧТ                     | 24        | 8         | КТ                 | 2                  | 1                  | -                    | -                    | -                    | -             | -             | -             | 25     | 9      |
| 1998–99                | «Трабзонспор»          | ЧТ                     | 16        | 4         | КТ                 | 0                  | 0                  | -                    | -                    | -                    | -             | -             | -             | 16     | 4      |
| 1999–00                | «Трабзонспор»          | ЧТ                     | 22        | 2         | КТ                 | 3                  | 0                  | КІ                   | ?                    | ?                    | -             | -             | -             | 25     | 2      |
| 2000–01                | «Ґазіантепспор»        | ЧТ                     | 31        | 15        | КТ                 | 2                  | 0                  | -                    | -                    | -                    | -             | -             | -             | 33     | 15     |
| 2001–02                | «Ґазіантепспор»        | ЧТ                     | 24        | 12        | КТ                 | 3                  | 2                  | КУЄФА                | 2                    | 0                    | -             | -             | -             | 29     | 14     |
| 2002–03                | «Ґазіантепспор»        | ЧТ                     | 2         | 1         | КТ                 | 0                  | 0                  | -                    | -                    | -                    | -             | -             | -             | 2      | 1      |
| Усього «Ґазіантепспор» | Усього «Ґазіантепспор» | Усього «Ґазіантепспор» | 57        | 28        |                    | 5                  | 2                  |                      | 2                    | 0                    |               | -             | -             | 64     | 30     |
| 2002–03                | «Трабзонспор»          | ЧТ                     | 28        | 13        | КТ                 | 5                  | 4                  | -                    | -                    | -                    | -             | -             | -             | 33     | 17     |
| 2003–04                | «Трабзонспор»          | ЧТ                     | 24        | 11        | КТ                 | 4                  | 1                  | КУЄФА                | 2                    | 1                    | -             | -             | -             | 30     | 13     |
| 2004–05                | «Трабзонспор»          | ЧТ                     | 34        | 31        | КТ                 | 4                  | 2                  | ЛЧ+КУЄФА             | 4+2                  | 1+0                  | -             | -             | -             | 44     | 34     |
| 2005–06                | «Трабзонспор»          | ЧТ                     | 28        | 22        | КТ                 | 3                  | 3                  | ЛЧ                   | 2                    | 2                    | -             | -             | -             | 33     | 27     |
| Усього «Трабзонспор»   | Усього «Трабзонспор»   | Усього «Трабзонспор»   | 197       | 89        |                    | 26                 | 12                 |                      | 15                   | 4                    |               | -             | -             | 238    | 105    |
| серп.-груд. 2006       | «Зеніт»                | ЧР                     | 15        | 4         | КР                 | 3                  | 1                  | -                    | -                    | -                    | -             | -             | -             | 18     | 5      |
| 2007                   | «Зеніт»                | ЧР                     | 16        | 4         | КР                 | 2                  | 0                  | КУЄФА                | 4                    | 1                    | -             | -             | -             | 22     | 5      |
| 2008                   | «Зеніт»                | ЧР                     | 22        | 8         | КР                 | 1                  | 0                  | ЛЧ+КУЄФА             | 3+3                  | 1+0                  | СУ            | 0             | 0             | 29     | 9      |
| 2009                   | «Зеніт»                | ЧР                     | 20        | 8         | КР                 | 0                  | 0                  | ЛЄ                   | 2                    | 2                    | -             | -             | -             | 22     | 10     |
| Усього «Зеніт»         | Усього «Зеніт»         | Усього «Зеніт»         | 73        | 24        |                    | 6                  | 1                  |                      | 12                   | 4                    |               | 0             | 0             | 91     | 29     |
| січ.-вер. 2010         | «Рубін»                | ЧР                     | 5         | 0         | КР                 | 1                  | 0                  | -                    | -                    | -                    | СкР           | 1             | 0             | 7      | 0      |
| вер. 2010-січ. 2011    | «Бешикташ»             | ЧТ                     | 2         | 0         | КТ                 | 1                  | 0                  | ЛЄ                   | 0                    | 0                    | -             | -             | -             | 3      | 0      |
| січ.-черв. 2011        | «Анкарагюджю»          | ЧТ                     | 9         | 3         | КТ                 | 1                  | 0                  | -                    | -                    | -                    | -             | -             | -             | 10     | 3      |
| 2011–12                | «Ордуспор»             | ЧТ                     | 15        | 3         | -                  | -                  | -                  | -                    | -                    | -                    | -             | -             | -             | 15     | 3      |
| Усього за кар'єру      | Усього за кар'єру      | Усього за кар'єру      | 382       | 155       |                    | 42                 | 16                 |                      | 29                   | 8                    |               | 1             | 0             | 454    | 179    |

## Титули і досягнення
- Володар Кубка Туреччини (3):

«Трабзонспор»: 2002-03, 2003-04
«Бешікташ»: 2010-11
- Чемпіон Росії (1):

«Зеніт»:  2007
- Володар Суперкубка Росії (2):

«Зеніт»: 2008
«Рубін»: 2010
- Володар Кубка УЄФА (1):

«Зеніт»: 2007-2008
- Володар Суперкубка УЄФА (1):

«Зеніт»: 2008
- Найкращий бомбардир Чемпіонату Туреччини (1):

«Трабзонспор»: 2004-05
Збірні
- Чемпіон Європи (U-16): 1994